# Nitrazepam

Strukturformel för nitrazepam.

Nitrazepam, summaformel C15H11N3O3, är ett sömnmedel och lugnande preparat som tillhör gruppen bensodiazepiner. Det har tidigare sålts under namnen Apodorm, Mogadon och Nitrazepam Recip, men det finns inte längre några godkända  läkemedel i Sverige som innehåller nitrazepam. 
Vanlig dos är 2,5 - 5 mg. Vid mer påtagliga sömnsvårigheter kan dosen ökas till 10 mg.
Nitrazepam används som sömnmedel vid olika former av sömnstörningar, som till exempel svårigheter att somna in, för tidigt uppvaknande och för många nattliga uppvaknande. Nitrazepam används även vid behandling av vissa former av epilepsi, som främst drabbar barn (infantil spasm och petit mal). Vid epilepsi förhindrar ämnet att signaler, som utlöser ett epileptiskt anfall, sprids i hjärnan.
Risk för tillvänjning föreligger. Substansen är narkotikaklassad och ingår i förteckning P IV i 1971 års psykotropkonvention, samt i förteckning IV i Sverige. Läkemedlet var receptbelagt i Sverige, det sista preparatet avregistrerades 2021.

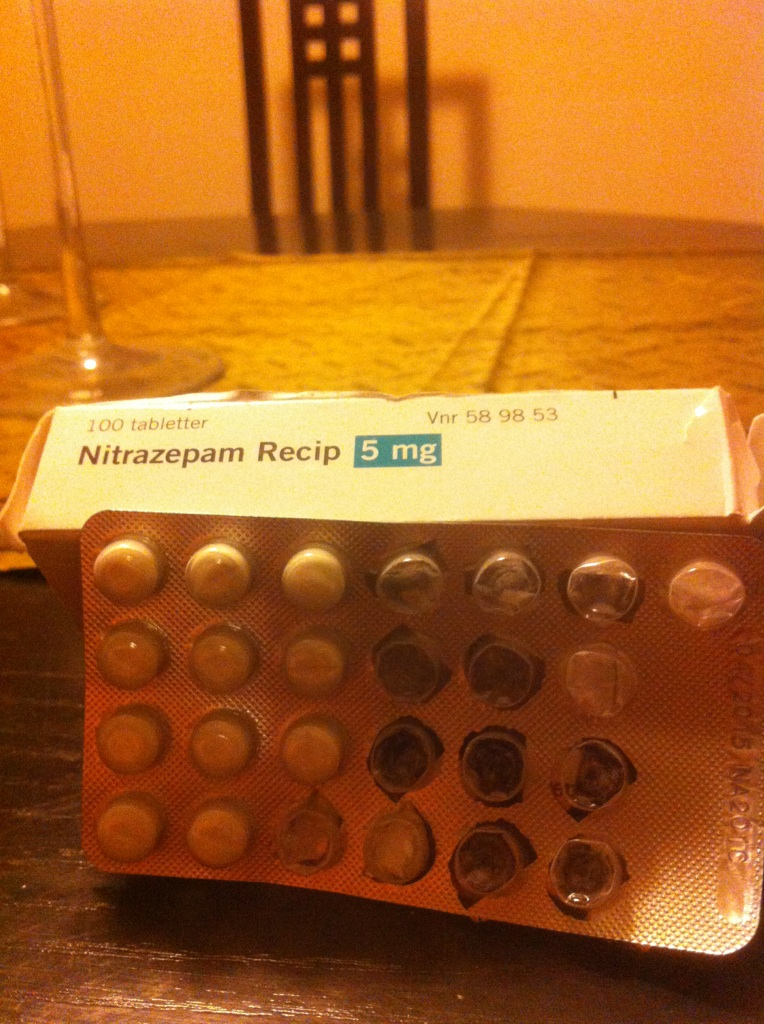
Nitrazepam Recip 5 mg-tabletter